# La Reine des jeux
Pour plus de détails, voir Fiche technique et Distribution.
La Reine des jeux (A Little Game) est un film américain réalisé par Evan Oppenheimer, sorti en 2014.

## Synopsis
Max, une brillante écolière New Yorkaise de 10 ans, décide un jour d'apprendre à jouer aux échecs.

## Fiche technique
- Titre : La Reine des jeux
- Titre original : A Little Game
- Réalisation : Evan Oppenheimer
- Scénario : Evan Oppenheimer
- Musique : Peter Lurye
- Photographie : Derek McKane
- Montage : Greg King
- Production : Michael Mailer
- Société de production : Michael Mailer Films, A Little Game et Black Sand Pictures
- Pays :  États-Unis
- Genre : Aventure
- Durée : 92 minutes
- Dates de sortie : 
  -  États-Unis : 12 décembre 2014

## Distribution
- Makenna Ballard : Max Kuftinec
- F. Murray Abraham : Norman Wallach
- Janeane Garofalo : Sarah Kuftinec, mère de Max
- Ralph Macchio : Tom Kuftinec, père de Max
- Oona Laurence : Becky
- Olympia Dukakis : YaYa
- Rachel Dratch : tante Diane
- Kimberly Quinn : Laura
- Gabriel Rush : Jaden
- Fátima Ptacek : Isabella
- Catherine Urbanek : Jessica
- Franklin Ojeda Smith : Mel
- Fina Strazza : Jez